# Koixkeldi
Koixkeldi (en rus: Кошкельды) és un poble de la república de Txetxènia, a Rússia, segons el cens del 2022 tenia 6.051 habitants.